# Fònt Fòrta

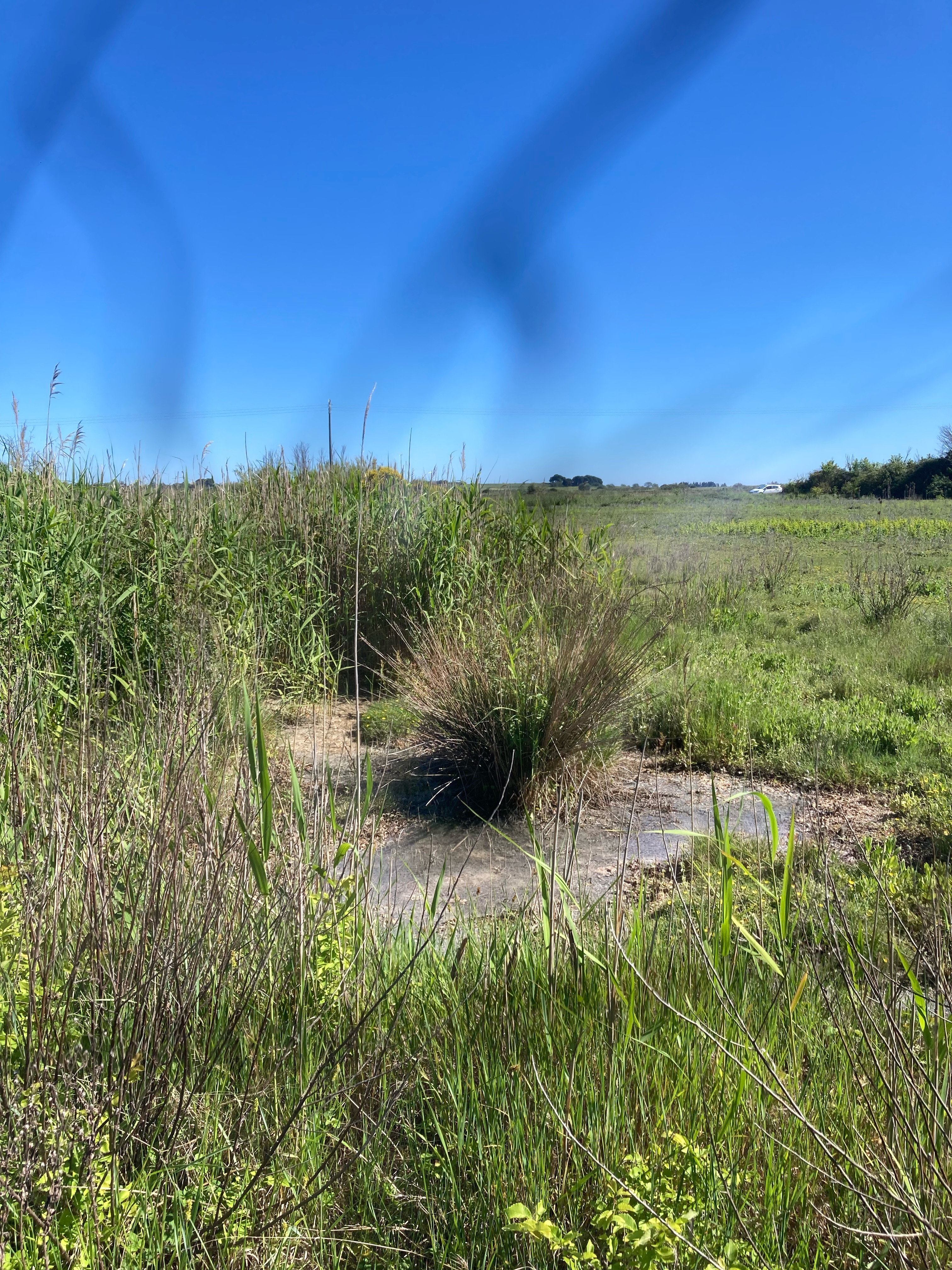
La zona humida del Bolidor de la Fònt Fòrta en Maig de 2024

La Fònt Fòrta (Font Forta en català), és una font situada al sud-oest del municipi de Vilanòva de Magalona, al Llenguadoc (departament d'Erau).

## Etimologia
L'adjectiu "forta" podria referir-se a dues característiques de la seva aigua : 
- El bombolleig, reconeixible en el següent vídeo :

Cal notar que la toponímia al voltant esmenta de "bolidors". Aquí no vol dir una font termal sinó una font rica en diòxid de carboni.
- El seu tast sulfurós segons el que es diu al poble.

El seu altre nom seria "La Joncassa", és a dir una zona humida on creix el jonc.